# Arrest Binckhorstlaan
Het arrest Binckhorstlaan (HR 27 november 1962, NJ 1963/513) is een arrest van de Nederlandse Hoge Raad dat betrekking heeft op causaliteit bij dood door schuld in het verkeer.

## Casus
Bij een kruising op de Binckhorstlaan in Den Haag ontstond op 29 augustus 1961 een botsing tussen twee brommers: een Solex en een Berini.
De Solex ging linksaf, kruiste de weghelft bestemd voor het tegemoetkomend verkeer en kwam in botsing met een hem tegemoetkomende Berini.
Deze bromfietser sloeg over het stuur van zijn Berini, kwam met zijn hoofd op straat terecht en bleef bewusteloos liggen.
Ondanks de matige snelheid van beide bromfietsen (circa 30 km/u) is hij toch ten gevolge van de val overleden. Het slachtoffer bleek namelijk een abnormaal dunne schedel te bezitten, zo bleek bij lijkschouwing door een patholoog-anatoom.

## Rechtsvraag
Kan strafrechtelijke causaliteit worden bepaald aan de hand van het voorzienbare gevolg? (Ja) 

## Procesgang
Verdachte werd vervolgd voor dood door schuld in het verkeer (art. 36-oud, thans art. 6 WVW).
Hij is in hoger beroep door het hof veroordeeld tot voorwaardelijke hechtenis, een geldboete en ontzegging van de rijbevoegdheid. Het cassatieberoep is verworpen.

### Hof
Het hof overwoog:

dat naar het oordeel van het Hof de dood in het algemeen een voorzienbaar gevolg is van een aanrijding tussen rijwielen met hulpmotor, welke aanrijding van zodanige aard is als onderhavige, namelijk aldus, dat één der bestuurders onmiddellijk na de aanrijding over het stuur van het door hem bereden rijwiel met hulpmotor schiet en vervolgens op straat valt;
dat aan het vorenstaande niet afdoet dat in het onderhavige geval de gevolgen van de betreffende aanrijding mede zijn veroorzaakt door de abnormaal dunne schedel van het slachtoffer

### Hoge Raad
De Hoge Raad overwoog:

dat het hof op grond van de (...) toedracht van de aanrijding kon aannemen dat de dood van H. een in het algemeen voorzienbaar gevolg van de aanrijding was

## Relevantie
In dit arrest gaat het om strafrechtelijke causaliteit in termen van voorzienbaar gevolg. Dit is in latere arresten verder uitgewerkt.